# Riacho das Almas
Riacho das Almas är en kommun i Brasilien.   Den ligger i delstaten Pernambuco, i den östra delen av landet, 1 600 km nordost om huvudstaden Brasília. Antalet invånare är 19 158.
Omgivningarna runt Riacho das Almas är huvudsakligen savann. Runt Riacho das Almas är det ganska tätbefolkat, med 124 invånare per kvadratkilometer.